# Stemmen i mit liv
"Stemmen i mit liv" ("A voz na minha vida") foi a canção dinamarquesa no Festival Eurovisão da Canção 1997 que teve lugar, em Dublin, na Irlanda a 3 de maio de 1997.
A referida canção foi interpretada em dinamarquês por Kølig Kaj. A referida canção foi a vigésima-primeira canção a ser interpretada na noite do festival (a seguir à canção russa "Primadonna, interpretada por Alla Pugacheva e antes da canção francesa "Sentiments songes", interpretada por Fanny). A canção terminou em 16.º lugar, tendo recebido um total de 25 pontos.
Com a introdução da regra da livre língua das canções, em 1999, todas as canções que representaram a Dinamarca passaram a ser interpretadas em inglês, portanto esta canção foi a última a ser interpretada em dinamarquês.
Devido à fraca classificação, a Dinamarca não participou em 1998, regressando em 1999 com o duo constituído por Michael Teschl & Trine Jepsen que interpretaram a canção  "This Time I Mean It".

## Autores
- Letrista: Thomas Lægård
- Compositor: Lars Pedersen
- Orquestrador: Jan Glæsel

## Versões
O cantor gravou outras versões desta canção, misturas e remisturas, todas em dinamarquês
- disco hus mix radio edit (dinamarquês) [3:31]
- disco hus mix (dinamarquês) [5:28]
- lumbago swing mix (dinamarquês) [4:29]
- versão karaoke